# ستيوارت روبن
ستيوارت روبن (بالإنجليزية: Stewart Reuben)‏ هو لاعب شطرنج بريطاني، ولد في 14 مارس 1939.

## وصلات خارجية
- ستيوارت روبن على موقع الاتحاد الدولي للشطرنج (الإنجليزية)
- ستيوارت روبن على موقع مباريات الشطرنج (الإنجليزية)
- ستيوارت روبن على موقع 365Chess.com (الإنجليزية)
- ستيوارت روبن على موقع Chesstempo.com (الإنجليزية)